# Comte de Pembroke
Le titre de comte de Pembroke, associé au château de Pembroke dans le Pays de Galles, fut créé par le roi Étienne d'Angleterre probablement en 1138. Le titre a été recréé neuf fois ensuite, toujours dans la pairie d'Angleterre.
Le comte actuel tient le titre de comte de Montgomery créé en 1605 pour sir Philippe Herbert, le jeune fils du 2e comte, avant qu'il ne succède au 3e comte. Les deux titres ont toujours été unis depuis. Il tient aussi les titres subsidiaires de baron Herbert de Cardiff, de Cardiff dans le comté de Glamorgan (1551), baron Herbert de Shurland, de Shurland dans l'île de Sheppey dans le comté de Kent (1605), et baron Herbert de Lea, de Lea dans le comté de Wilts (1861). Tous ces titres sont dans la pairie d'Angleterre, excepté le titre baron Herbert de Lea qui est dans la pairie du Royaume-Uni.
Le fief familial des comtes se trouve à Wilton House dans le Wiltshire.

## Histoire du titre
Le comté de Pembroke était originellement un comté palatin.
Le 1er septembre 1532, le roi Henri VIII créa Anne Boleyn marquise de Pembroke dans son propre droit, un honneur jamais vu jusque-là, car son grand-oncle Jasper Tudor avait été comte de Pembroke, et parce que le propre père d'Henri, Henri VII, y était né.

## Première création (1138)
- 1138-1147 : Gilbert de Clare (1100-1147) ;
- 1147-1154, 1171-1176 : Richard de Clare dit Strongbow (v. 1130-1176). Fils du précédent ;
- 1176-1185 : Gilbert de Striguil (1173-1185). Fils du précédent.

## Deuxième création (1189)
- 1189-1219 : Guillaume le Maréchal (1146-1219), lord Marshal. Gendre de Strongbow ;
- 1219-1231 : Guillaume le Maréchal (1190-1231), lord Marshal. Fils du précédent ;
- 1231-1234 : Richard le Maréchal (vers 1191-1234), lord Marshal. Frère du précédent ;
- 1234-1241 : Gilbert le Maréchal (en) († 1241). Frère du précédent ;
- 1241-1245 : Gauthier le Maréchal (en) (vers 1199-1245). Frère du précédent ;
- 1245 : Anselm le Maréchal (en) († 1245). Frère du précédent.

## Troisième création (1247)
- 1247-1296 : Guillaume Ier de Valence (v. 1225-1296), de la Maison de Lusignan, comte de Wexford (1247-1296), seigneur de Montignac (1246-1248), Bellac, Rancon et Champagnac (1246-1276) ; époux de Jeanne de Montchenu, petite-fille de Guillaume le Maréchal.
- 1296-1324 : Aymar de Valence (1275-1324),  seigneur de Montignac, Bellac, Rancon, Champagnac, Neuvicq (1296-1324), seigneur de Wexford (1307-1324) ; fils des précédents.

## Quatrième création (1339)
- 1339-1348 : Laurence de Hastings (en) (1318-1348) ;
- 1348-1375 : Jean de Hastings (1347-1375); fils du précédent ;
- 1375-1389 : Jean de Hastings (en) (1372-1389), Baron Hastings et Manny (en); fils du précédent ;

## Cinquième création (1414)
- 1414-1447 : Humphrey de Lancastre (1390-1447), duc de Gloucester.

## Sixième création (1447)
- 1447-1450 : William de la Pole (1396-1450), comte, marquis puis duc de Suffolk, lord Chamberlain d'Angleterre.

Titre confisqué en 1450.

## Septième création (1452)
- 1452-1461 : Jasper Tudor (v. 1431-1495). Demi-frère d'Henri VI d'Angleterre.

Titre confisqué en 1461.

## Huitième création (1468)
- 1468-1469 : William Herbert (1423-1469) ;
- 1469-1479 : William Herbert (1451-1491), baron Herbert (en), comte d'Huntingdon.

Titre rendu en 1479.

## Neuvième création (1479)
- 1479-1483 : Édouard Plantagenêt (1470-1483?), comte de March, prince de Galles. Fils d'Édouard IV. Devint Édouard V en 1483.

Rattaché à la couronne.

## Septième création relevée (1485)
- 1485-1495 : Jasper Tudor (v. 1431-1495), duc de Bedford. Oncle d'Henri VII d'Angleterre.

## Marquise de Pembroke (1532)
- 1532-1536 : Anne Boleyn (1501/07-1536). Reine consort d'Henri VIII d'Angleterre.

Titre confisqué en 1536.

## Huitième création relevée (1551)
- 1551-1570 : William Herbert (1er comte de Pembroke) (1506-1570)
- 1570-1601 : Henry Herbert (2e comte de Pembroke) (1534-1601)
- 1601-1630 : William Herbert (3e comte de Pembroke) (1580-1630)

Les comtes suivants sont aussi comte de Montgomery.

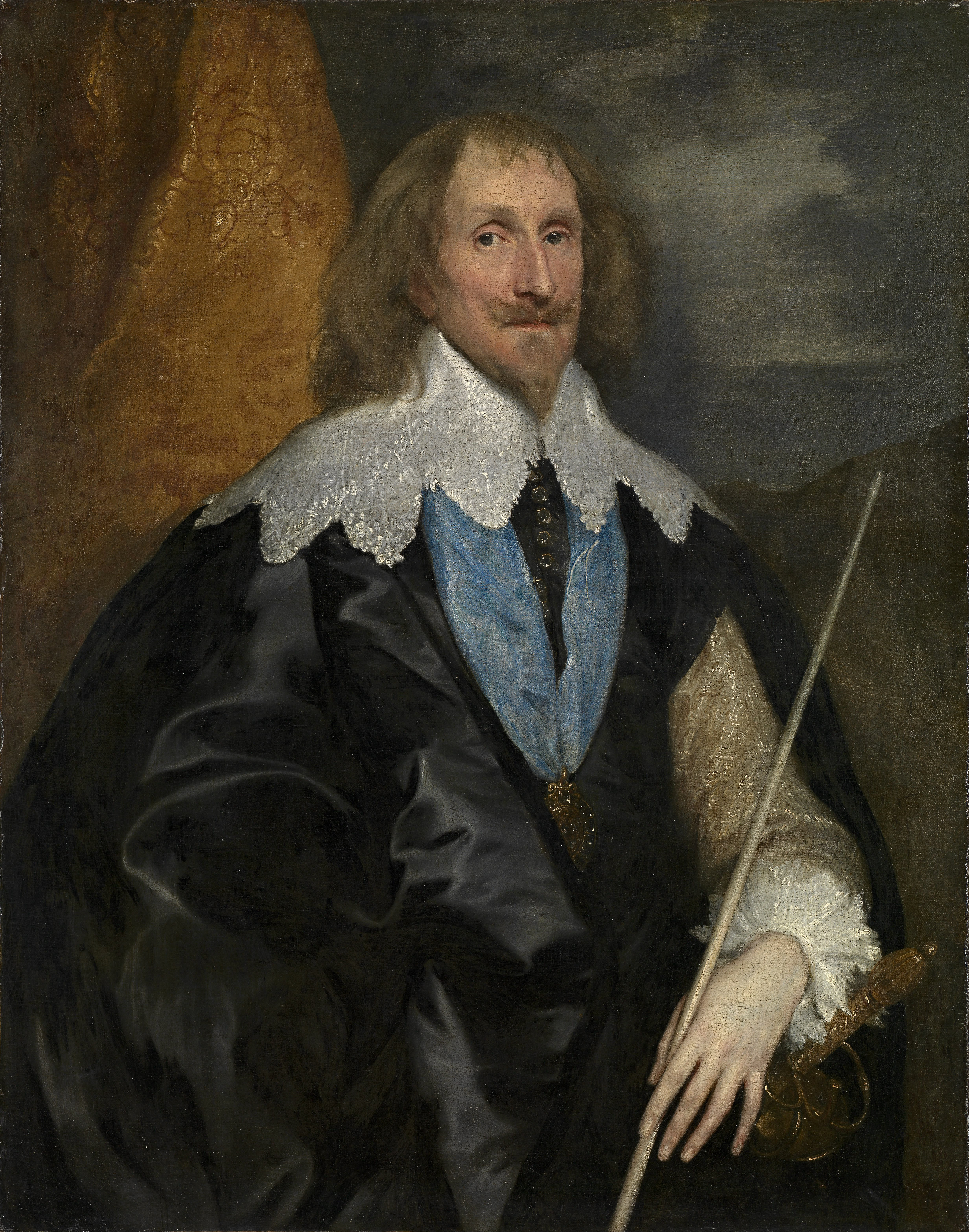
Portrait de Philip Herbert, quatrième comte de Pembroke, vers 1634
par Antoine van Dyck
National Gallery of Victoria, Melbourne.

- 1630-1649 : Philip Herbert (4e comte de Pembroke) (1584-1649), 1er comte de Montgomery
- 1649-1669 : Philip Herbert (5e comte de Pembroke) (1621-1669), 2e comte de Montgomery
- 1669-1674 : William Herbert (6e comte de Pembroke) (1642-1674), 3e comte de Montgomery
- 1674-1683 : Philip Herbert (7e comte de Pembroke) (vers 1652-1683), 4e comte de Montgomery
- 1683-1732 : Thomas Herbert (8e comte de Pembroke) (1656-vers 1732), 5e comte de Montgomery
- 1732-1750 : Henry Herbert (9e comte de Pembroke) (1693-1750), 6e comte de Montgomery
- 1750-1794 : Henry Herbert (10e comte de Pembroke) (1734-1794), 7e comte de Montgomery
- 1794-1827 : George Augustus Herbert (11e comte de Pembroke) (1759-1827), 8e comte de Montgomery
- 1827-1862 : Robert Henry Herbert (12e comte de Pembroke) (1791-1862), 9e comte de Montgomery
- 1862-1895 : George Herbert (13e comte de Pembroke) (1850-1895), 10e comte de Montgomery
- 1895-1913 : Sidney Herbert (14e comte de Pembroke) (1853-1913), 11e comte de Montgomery
- 1913-1960 : Reginald Herbert (15e comte de Pembroke) (1880-1960), 12e comte de Montgomery
- 1960-1969 : Sidney Herbert (16e comte de Pembroke) (1906-1969), 13e comte de Montgomery
- 1969-2003 : Henry Herbert (17e comte de Pembroke) (1939-2003), 14e comte de Montgomery
- depuis 2003 : William Alexander Sidney Herbert (18e comte de Pembroke) (en) (né en 1978), 15e comte de Montgomery

L'héritier présomptif est Reginald Henry Michael Herbert, Lord Herbert (né en 2012), fils du 18e comte. En l'absence d'héritier direct, le titre serait passé au comte de Carnarvon (car le premier comte de Carnarvon est le petit-fils du 8e comte de Pembroke).